# Département d'Uruguay
Pour les articles homonymes, voir Uruguay (homonymie).
Pour la subdivision départementale de l'Uruguay (pays), voir Départements de l'Uruguay.
Le département d'Uruguay est une des 17 subdivisions de la province d'Entre Ríos, en Argentine. Son chef-lieu est la ville de Concepción del Uruguay.
Le département a une superficie de 5 855 km2. Sa population s'élevait à 94 070 habitants au recensement de 2001.

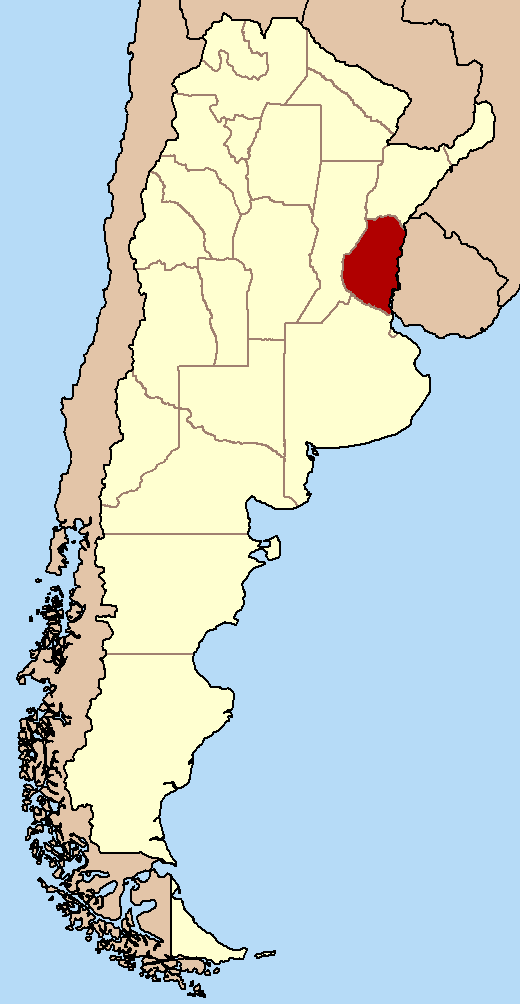
Localisation de la province d'Entre Ríos en Argentine.

## Villes et localités
- Basavilbaso
- Caseros
- Colonia Elía
- Concepción del Uruguay, chef-lieu
- Estación Líbaros
- Estancia San Pedro
- Herrera
- Las Moscas
- Primero de Mayo
- Pronunciamiento
- Rocamora
- Santa Anita
- Villa San Justo
- Villa San Marcial